# Meymacita
La meymacita és un mineral de la classe dels òxids. Va ser anomenada en honor de la ciutat de Meymac (França).

## Característiques
La meymacita és triòxid de tungstè dihidratat de fórmula química WO₃·2H₂O. És un mineral amorf que es troba en forma de pols.
Segons la classificació de Nickel-Strunz, la meymacita pertany a «04.FJ: Hidròxids (sense V o U), amb H₂O +- (OH); octaedres que comparteixen angles» juntament amb els següents minerals: sidwil·lita, tungstita, hidrotungstita, ilsemannita i parabariomicrolita.

## Formació i jaciments
La meymacita es forma com un producte d'alteració en dipòsits de tungstè. Va ser descoberta a Nzombe (Kivu Nord, República Democràtica del Congo). També ha estat descrita a Alemanya, Espanya, França, Itàlia, Malàisia, Portugal i Ruanda.